# ВК Јадран
ВК Јадран је ватерполо клуб из Сплита, Хрватска. Тренутно се такмичи у Првој лиги Хрватске и регионалној Јадранској лиги.

## Историја
Основан је 23. новембра 1920. као Поморски клуб Балуни, а први председник клуба је био велетрговац Фране Аљиновић. Клуб је 1923. освојио прву титулу у првенству Југославије, а тај први трофеј освојили су: Ненад Ожанић, Анте Роје, Златко Мирковић, Анте Пилић, Андро Куљиш, Мирко Жежељ и Душко Жежељ. Почетком маја 1924. Балуни су променили име у ЈШК Јадран. Јадран је у периоду Краљевине Југославије освојио још једну титулу првака, 1939. године.
Године 1946. освојио је титулу у првом првенству Југославије у којем су учествовали клубови. Након тога клуб је неко време носио име Хајдук, а под тим именом је и освојио две титуле заредом, 1947. и 1948. године. Јадран је 1954, 1957. и 1960. освојио нове титуле, док је 1967. освојио зимско првенство Југославије.
Највећи успеси Јадрана дошли су деведесетих година 20. века. Прво је 1991. након 31 године освојио нову титулу у првенству Југославије, укупно девету, а затим у наредне две године два пута је освојио Куп европских шампиона. Јадран је у финалном двомечу Купа шампиона 1992. савладао италијанску Савону укупним резултатом 21:20 (10:12, 11:8), док је 1993. освојио нову титулу првака Европе победивши у финалном двомечу загребачку Младост са 13:12 (7:8, 6:4).
Јадран је након распада бивше Југославије са такмичењем од 1992. наставио у Првој лиги Хрватске, али није имао значајнијих резултата. Од 2008. игра и у регионалној Јадранској лиги.

## Успеси

### Национални
- Првенство Југославије:

Првак (9): 1923, 1939, 1946, 1947, 1948, 1954, 1957, 1960, 1991.
- Зимско првенство Југославије:

Првак (1): 1967.

### Међународни
- Лига шампиона (Куп шампиона/Евролига):

Освајач (2): 1992, 1993.
- Суперкуп Европе:

Финалиста (2): 1992, 1993.
- КОМЕН куп:

Освајач (1): 1995.